# Olga Sergejewna Losinskaja
Olga Sergejewna Losinskaja (russisch Ольга Сергеевна Лозинская; * 10. Augustjul. / 23. August 1909greg. in Odessa; † 11. Juni 1978 in Kiew) war eine sowjetische Architektin und Stadtplanerin.

## Leben
Losinskaja studierte 1928–1931 an der Architektur-Fakultät des Odessaer Instituts für Bauwesen.
Nach dem Studium arbeitete Losinskaja in Projektbüros der Stadt Moskau. 1935 wurde sie Mitglied der Architektenunion der UdSSR. Nachdem im Deutsch-Sowjetischen Krieg Kiew befreit war, arbeitete Losinskaja ab 1944 im Kiewer Bauprojektierungsinstitut Gorstrojprojekt.

## Projekte (Auswahl)

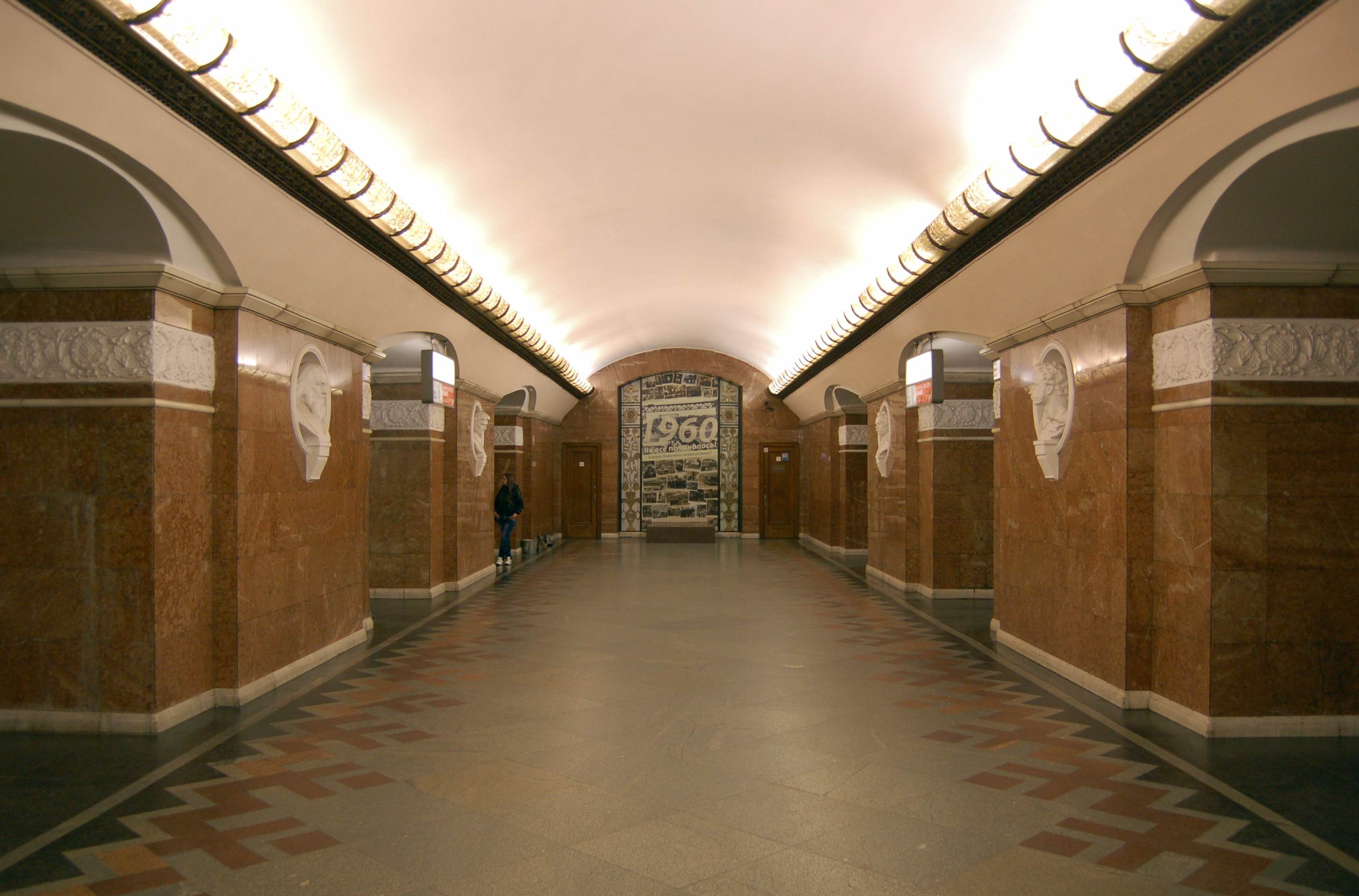
Metro-Station Uniwersytet

- Wohngebäude in Moskau, Nowokusnezk, Ferghana[2]
- Bebauungspläne für die Stadt Kriwoi Rog, die Arbeitersiedlungen in Saporischschja, Makejewka, Alexandria, Bohuslaw (1930–1940er Jahre)[2]
- Militärschule in Kiew (1933)[2]
- Bebauung des zentralen Platzes in Perejaslaw-Chmelnyzkyj (1954 mit Lidija Lukiwna Semenjuk, Tamara Dawidowna Jeligulaschwili)[2]
- Wiederaufbau von Wohngebäuden in Kiew (1956–1958)[3]
- Station Uniwersytet der ersten Linie der Metro Kiew (1960 mit Lidija Lukiwna Semenjuk, Tamara Dawidowna Jeligulaschwili)[4]
- Einzelprojekte in Bila Zerkwa (1960), Tetijiw (1961)
- Sanierung des Oblast-Krankenhauses in Kiew (1964)